# Thanatodictya nigricoxis
Thanatodictya nigricoxis är en insektsart som beskrevs av Jacobi 1941. Thanatodictya nigricoxis ingår i släktet Thanatodictya och familjen Dictyopharidae. Inga underarter finns listade i Catalogue of Life.